# 6700 Kubišová
6700 Kubišová eller 1988 AO1 är en asteroid i huvudbältet som upptäcktes den 12 januari 1988 av den tjeckiske astronomen Zdeňka Vávrová vid Kleť-observatoriet. Den är uppkallad efter den tjeckiska sångerskan Marta Kubišová.
Asteroiden har en diameter på ungefär 10 kilometer.